# Gastrancistrus fulviventris
Gastrancistrus fulviventris är en stekelart som beskrevs av Askew 1994. Gastrancistrus fulviventris ingår i släktet Gastrancistrus och familjen puppglanssteklar.
Artens utbredningsområde är Spanien. Inga underarter finns listade i Catalogue of Life.